# AS Roma 1960/1961
Sezon 1960/1961 klubu AS Roma.

## Sezon
Przed sezonem 1960/1961 Roma wzmocniła się Urugwajczykiem Juanem Alberto Schiaffino oraz argentyńskim napastnikiem Fernando Lojacono. Odszedł Dino Da Costa. W lidze zespół nie osiągnął sukcesu i zajął 5. miejsce. Jednak w Pucharze Miast Targowych dotarł do finału, a w nim pokonał po dwumeczu Birmingham City (2:0, 2:2) zdobywając swoje pierwsze europejskie trofeum. Dwa gole w finałowych meczach zdobył Manfredini, jednego Paolo Pestrin, a jeden padł po samobójczym strzale obrońcy Birmingham.

## Rozgrywki
- Serie A: 5. miejsce
- Puchar Włoch: ćwierćfinał
- Puchar Miast Targowych: zwycięstwo

## Skład i ustawienie zespołu
| W SEZONIE 1960/1961     |                   |                |       |      |
| Imię i nazwisko         | Kraj              | Data urodzenia | Mecze | Gole |
| Trener                  |                   |                |       |      |
| Alfredo Foni            | Włochy            | 20.01.1911     |       |      |
| Bramkarze               |                   |                |       |      |
| Fabio Cudicini          | Włochy            | 20.10.1935     | 26    | 0    |
| Luciano Panetti         | Włochy            | 13.07.1929     | 8     | 0    |
| Obrońcy                 |                   |                |       |      |
| Giulio Corsini          | Włochy            | 28.09.1933     | 23    | 1    |
| Alfio Fontana           | Włochy            | 07.11.1932     | 31    | 1    |
| Giacomo Losi            | Włochy            | 10.09.1935     | 32    | 1    |
| Antonio Marcellini      | Włochy            | ?              | 1     | 0    |
| Leopoldo Raimondi       | Włochy            | 02.03.1938     | 10    | 1    |
| Giosuè Stucchi          | Włochy            | 13.03.1931     | 11    | 0    |
| Pomocnicy               |                   |                |       |      |
| Giancarlo De Sisti      | Włochy            | 13.02.1943     | 2     | 0    |
| Luigi Giuliano          | Włochy            | 16.08.1930     | 28    | 2    |
| Egidio Guarnacci        | Włochy            | 03.02.1934     | 10    | 0    |
| Giampaolo Menichelli    | Włochy            | 29.06.1938     | 19    | 3    |
| Alberto Orlando         | Włochy            | 27.09.1938     | 20    | 7    |
| Paolo Pestrin           | Włochy            | 09.07.1936     | 32    | 2    |
| Juan Alberto Schiaffino | Urugwaj/ Włochy   | 28.07.1925     | 29    | 3    |
| Napastnicy              |                   |                |       |      |
| Dino Da Costa           | Brazylia/ Włochy  | 01.08.1931     | 2     | 0    |
| Alcides Ghiggia         | Urugwaj/ Włochy   | 22.12.1926     | 11    | 1    |
| Francisco Lojacono      | Argentyna/ Włochy | 11.12.1935     | 27    | 13   |
| Pedro Manfredini        | Argentyna         | 07.08.1935     | 31    | 20   |
| Arne Selmosson          | Szwecja           | 29.03.1931     | 23    | 1    |